# Per Ribbing (1717–1802)
Per Ribbing af Zernava, född 23 maj 1717 i Årdala församling, Södermanlands län, död 21 januari 1802 i Ekeby församling, Östergötlands län, var en svensk friherre, militär och godsägare.

## Biografi
Per Ribbing af Zernava föddes 1717 på Vibyholm i Årdala socken. Han var son till generaladjutant Lennart Ribbing af Zernava och friherrinnan Elsa Elisabet Banér. Ribbing blev 1737 volontär vid fortifikationen och 5 mars 1741 adjutant vid fortifikationsbrigaden i Göteborg. Han blev 30 mars 1742 löjtnant vid Östgöta infanteriregemente och 5 juni 1746 kapten vid Östgöta infanteriregemente. Ribbing utnämndes 1 december 1751 till Riddare av Svärdsorden och blev 14 oktober 1756 major vid Skaraborgs regemente. Han blev 26 augusti 1766 överstelöjtnant i svensk armén med tur från 18 december 1761, 20 december 1769 överstelöjtnant vid Gyllengranatska regementet och 4 april 1770 vid Östgöta infanteriregemente. Ribbing blev sedan överste i Svenska armén och tog avsked 22 mars 1773 med generalmajors Namn, heder och värdighet. Han avled 1802 på Götevi säteri i Ekeby socken.
Ribbing var med i Pommerska kriget, därför fick han 300 daler silvermynts pension och 200 daler silvermynt i gratifikation.

### Familj
Ribbing gifte sig 1763 på Eknäsborg med sin kusin, friherrinnan Elsa Ebba Ribbing af Zernava (1720–1774), dotter till generallöjtnanten, friherre Gabriel Ribbing af Zernava och grevinnan Ulrika Eleonora Oxenstierna af Korsholm och Wasa.